# Stilobat
V klasični grški arhitekturi je stilobat (grško: στυλοβάτης) zgornja stopnja krepisa,  stopničaste ploščadi, na kateri stojijo kolonade tempeljskih stebrov. Ploščad je bila zgrajena na izravnanih sploščenih tleh tik pod templjem.
Nekatere metodologije uporabljajo besedo stilobat za opis le vrhnje stopnje osnove templja, medtem ko se stereobat uporablja za opis preostalih stopnic ploščadi pod stilobatom in tik nad izravnavo terena. Drugi uporabljajo izraz za celotno ploščad.
Stilobat je bil pogosto zasnovan v skladu z velikostjo drugih delov templja. V grških dorskih templjih sta dolžina in širina stilobata povezani, v nekaterih zgodnjih dorskih templjih pa je višina stolpa ena tretjina širine stilobata. Rimljani so si drugače razlagali korintski red, uporabili so veličastni stilobat, ki ni bil stopničast, razen pri pristopu k portiku.